# الیسان (اکلاهما)
الیسان، اوکلاهاما (به انگلیسی: Allison, Oklahoma) یک Unincorporated community در ایالات متحده آمریکا است که در شهرستان برایان، اوکلاهاما واقع شده‌است.